# Joachim Dalsass
Joachim Dalsass (ur. 3 grudnia 1926 w Laives, zm. 8 października 2005 tamże) – włoski polityk, prawnik i samorządowiec, członek rządu Tyrolu Południowego, poseł do Parlamentu Europejskiego I, II i III kadencji.

## Życiorys
Z wykształcenia prawnik. Zaangażował się w działalność polityczną w ramach niemieckojęzycznej Południowotyrolskiej Partii Ludowej. W latach 1969–1984 pełnił funkcję wiceprzewodniczącego tego ugrupowania. W latach 1956–1979 zasiadał w zgromadzeniu Tyrolu Południowego, od 1978 jako przewodniczący tego gremium. Od 1956 do 1978 wchodził w skład rządu prowincji.
W latach 1979–1994 sprawował mandat eurodeputowanego I, II i III kadencji, pracował m.in. w Komisji ds. Rolnictwa, Rybołówstwa i Rozwoju Wsi, zasiadał we frakcji chadeckiej.